# 阿維特海爾角

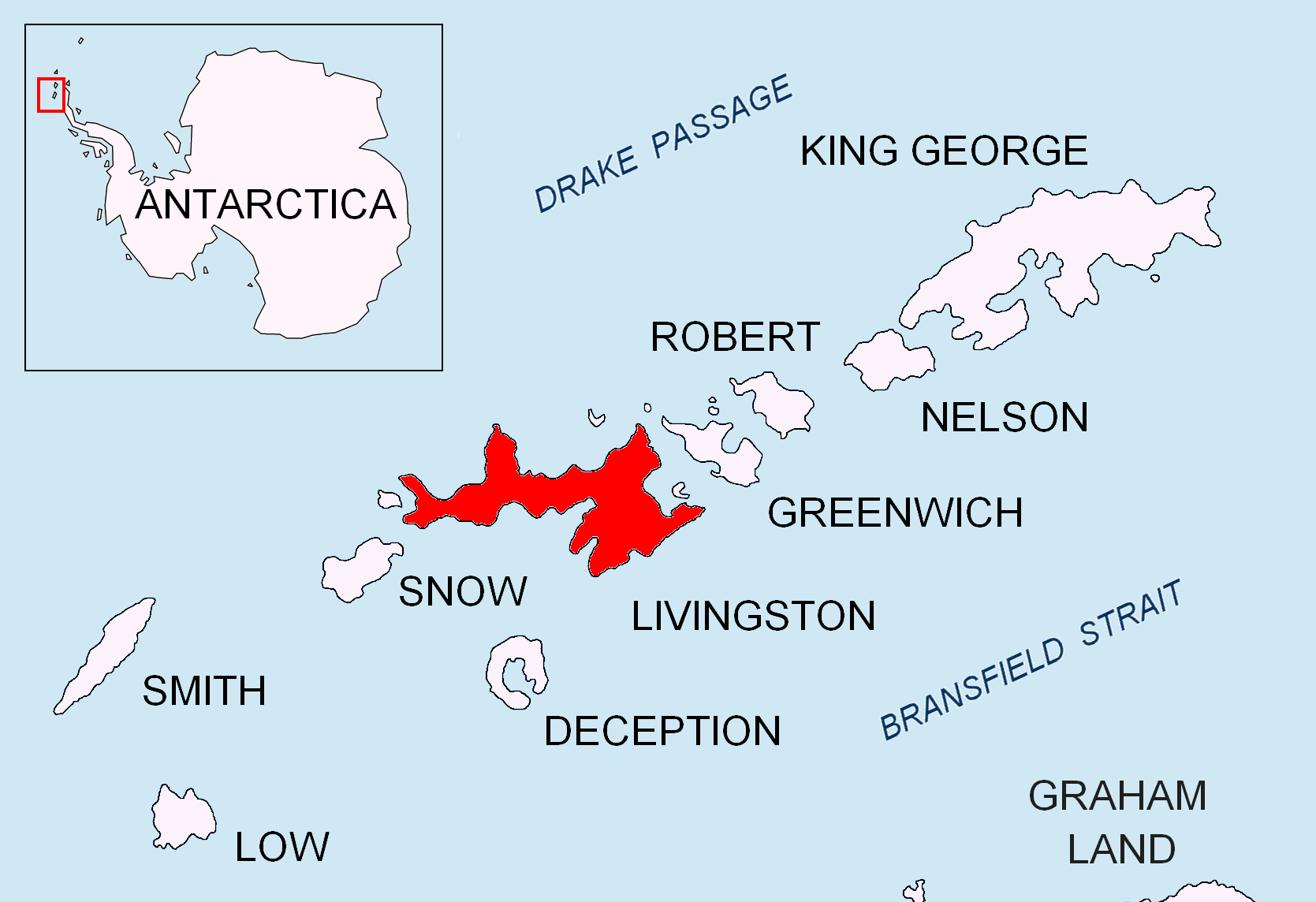

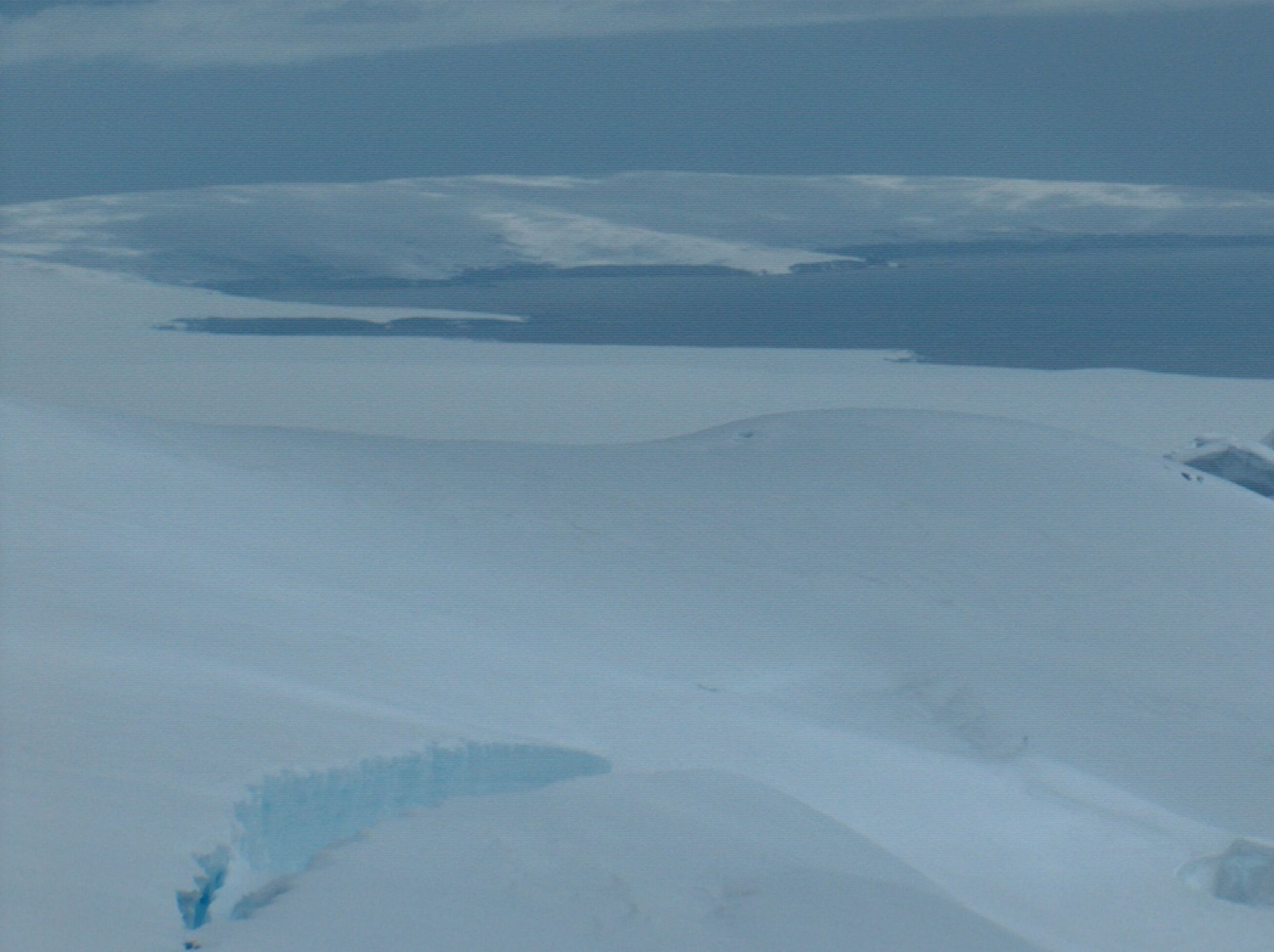

阿維特海爾角是南極洲的海岬，位於南設得蘭群島中利文斯頓島，處於斯諾峰東北面3公里、西丁斯角西南面9.6公里、布萊克角東南面10公里和希里夫角東南面14.6公里。

## 外部連結
- Composite Antarctic Gazetteer: （页面存档备份，存于） Avitohol Point.